# 刘宁 (1961年)
刘宁（1961年10月—），男，江苏靖江人，中共党员，中华人民共和国教育工作者。

## 生平
1982年7月毕业于安徽师范大学物理系，获理学学士学位，毕业后分配至宿州师范专科学校（现宿州学院）任教。1995年破格晋升为副教授，2001年晋升为教授。1999年元月，任宿州师范专科学校副校长。2003年元月，兼任宿州师范专科学校党委副书记。2005年7月，任宿州学院副院长。2009年7月，任安徽科技学院院长。2013年7月，任安徽工程大学校长。2018年6月，任安徽工程大学党委书记。2021年1月，任安徽省政协教科卫体委员会副主任。2022年3月，不再担任安徽工程大学党委书记、常委、委员职务。
刘宁曾经主持参加国家自然科学基金重点项目、国家重点基础研究发展规划项目、安徽省教育厅自然科学研究项目等多个项目，并获得安徽省高等学校教学成果三等奖、安徽省高等学校教学成果二等奖等奖励。1995年，刘宁被评为全国优秀教师，1997年获曾宪梓教育基金会高等师范院校优秀教师二等奖，2005年被评为安徽省高等学校学科拔尖人才。